# Michel Péricard
 (décembre 2022).
Si vous disposez d'ouvrages ou d'articles de référence ou si vous connaissez des sites web de qualité traitant du thème abordé ici, merci de compléter l'article en donnant les références utiles à sa vérifiabilité et en les liant à la section « Notes et références ».
Pour les articles homonymes, voir Péricard.
Michel Péricard, né le 15 septembre 1929 à Saint-Germain-en-Laye et mort le 2 février 1999 dans la même ville, est un journaliste et homme politique français.
Pendant plus de vingt ans, il est député et maire (UNR puis UDR puis RPR) de Saint-Germain-en-Laye.

## Biographie
Dixième d'une famille de onze enfants, Michel Péricard est le fils de l'écrivain nationaliste Jacques Péricard. Il étudie au sein de l'institution Notre-Dame de Bétharram. Marqué par la personnalité du général de Gaulle et la mort de son père (il a 15 ans à la Libération et à la mort de son père) et le scoutisme, il milite très tôt à l'UNEF avec son ami Bernard Pons et s'engage dans des mouvements d'aide aux déshérités. Après des études de lettres, il commence une carrière de journaliste qui l'amène à participer aux premières émissions de la RTF. Il commence à partir de 1959 à réaliser des grands reportages pour Cinq colonnes à la Une, émission d'information très réputée à cette époque. En juillet 1962, il présente une édition spéciale à l'occasion de la première journée de l'indépendance de l'Algérie, un événement qu'il appelait de ses vœux. Il est ensuite l'un des acteurs de la grève à la Radiodiffusion-télévision française d'octobre 1962.
Sa passion pour la politique le conduit à se présenter à Saint-Germain-en-Laye, où il est élu conseiller municipal puis adjoint au maire. En 1966, il rejoint François Missoffe au ministère de la Jeunesse et des Sports, puis Yves Guéna à l'Information et aux PTT, et devient chef de cabinet de Bernard Pons au ministère de l'Agriculture en 1969. En 1967, il est candidat aux élections cantonales dans le canton de Cahors-Sud.
Revenu à l'ORTF, c'est lui qui commente en direct des obsèques du général de Gaulle. En 1972, il présente l'émission politique L'Heure de vérité, dans laquelle il interroge une personnalité en compagnie d'autres intervenants. Le nom et le concept de l'émission seront repris dix ans plus tard par François-Henri de Virieu. Il participe aussi aux grandes soirées électorales comme en 1974, lors de l'élection de Valéry Giscard d'Estaing. En 1975, il est nommé directeur de l'information de Radio France.
Passionné par les questions liées à l'environnement, Michel Péricard lance en 1971 avec Louis Bériot l'émission La France défigurée, qui accompagne l'émergence de l'écologisme et part en guerre contre les aménagements disgracieux comme les châteaux d'eau et l'affichage publicitaire. Mais il décide finalement de privilégier l'action politique. Il devient maire de Saint-Germain-en-Laye en 1977, puis député l'année suivante. Il cesse alors ses activités de journaliste.
Élu député de la sixième circonscription des Yvelines pour la première fois en avril 1978, il est régulièrement réélu jusqu'à son décès en 1999. En 1995, il devient président du groupe RPR à l'Assemblée, succédant ainsi à Bernard Pons, nommé dans le gouvernement d'Alain Juppé, puis exerce la fonction de vice-président de l'Assemblée nationale à partir de 1997.
Atteint par la maladie, il meurt en 1999 à 69 ans. Il est inhumé au cimetière ancien de Saint-Germain-en-Laye.
Son fils, Arnaud Péricard, est maire de Saint-Germain-en-Laye depuis 2017.

## Filmographie
Michel Péricard a joué le rôle d'un journaliste de la télévision dans le film de Jean Renoir Le Déjeuner sur l'herbe (1959) ; c'est la première voix entendue au début du film.

## Distinctions

### Décorations françaises
- Chevalier de la Légion d'honneur
- Officier de l'ordre national du Mérite
- Chevalier de l'ordre des Arts et des Lettres
- Chevalier de l'ordre des Palmes académiques

## Publications

### Ouvrages
- La France défigurée (avec Louis Bériot), 1973
- Les écologistes : pourquoi f... ?, Éditions Sogemo, coécrit avec Jacques Nosari, 1978
- Les peintres et les Yvelines, Éditions Menges, coécrit avec Laure Blanchet, 1989  (ISBN 2-9043-1088-6)
- Guide du protocole à l'usage des maires et des élus locaux, Éditions Menges, 1989
- Apocalypses, 1991

### Influence et hommage
- Un responsable de l'ambassade de France au Vietnam, Van Nhon Co, a donné le nom de Michel à son petit fils, né le 9 Avril 1988 à Versailles. Pour rendre Hommage à Michel Péricard pour leur travail en collaboration au vietnam et surtout pour l'aide que Michel Péricard a apporté à la famille de Van Nhon Co lors de leur intégration en France.